# Senhor F
Senhor F é uma marca brasileira baseada em uma plataforma digital fundada em 1998 pelo jornalista Fernando Rosa. Inicialmente era uma revista eletrônica voltada principalmente para o rock brasileiro, tornou-se uma referência, e depois se expandiu para vários outros campos, incluindo produção de shows e festivais, programas de rádio e gravação de discos.

## História
Senhor F nasceu como uma revista eletrônica dedicada principalmente à documentação da história do rock do Brasil, com um interesse especial pelos grupos independentes, sendo fundada em 1998 pelo jornalista e pesquisador Fernando Rosa, que segundo o pesquisador Arthur de Faria é o maior conhecedor do rock brasileiro dos anos 1960 e 1970. O nome Senhor F é uma referência à música homônima da banda Os Mutantes.
A revista ganhou notoriedade em seu campo, e Fernando Rosa, ele próprio também conhecido como "Senhor F", passou a expandir suas atividades. Além de manter e editar a revista, transformou a marca em um projeto muito mais abrangente, sempre ligado à música, dedicado ao noticiário musical, à gravação de discos e produção de shows e programas de rádio. Luiz Paulo Teló disse que "a marca Senhor F virou portal de notícias, selo musical, produtora, sempre lançando novos nomes e buscando criar um movimento de integração", tornando-se, segundo Fernando dos Santos Júnior, um "portal de referência sobre rock brasileiro". Nas palavras de Rosa,
"Senhor F surgiu da mistura do jornalista com o colecionador de informações sobre rock. Ouço rock desde a época em que morava no interior do Rio Grande do Sul, nos anos 1960. E, desde então, sempre busquei acompanhar a evolução do gênero. Sem preconceitos, mas ao mesmo tempo sem perder as referências históricas. O trabalho com o rock veio com o desejo de coletivizar as informações que eu detinha, o que fiz com a criação da revista Senhor F, em 1998. Depois, a relação estendeu-se à produção, com a vontade de ajudar a desenvolver uma cena musical que passava por transformações".
Paulo Floro, em matéria de 2008 comemorando os 10 anos da revista, afirmou: "Nesse percurso, já nem é tão fácil dizer o que é a Senhor F: um selo, uma revista, agência de notícias, programas de rádio? Na verdade, todos. [...] O Senhor F surgiu num cenário bem diferente do que vivemos hoje. A internet ainda era distante para a maioria dos brasileiros e rádios e artistas contratados por gravadoras lucravam bastante. Como um aglutinador, o site impulsionou um interação na cena independente, ainda muito dispersa. [...] O Senhor F viu todo esse processo se desencadear e hoje, tem sua importância na música alternativa brasileira". Neste ano a Senhor F já tinha lançado mais de 40 singles virtuais e tinha 7 artistas em seu selo: Beto Só, Volver, Superguidis, StereoScope, Los Porongas, Sapatos Bicolores e Graforréia Xilarmônica.
A revista desde o início também dedicava algum espaço para a cobertura do rock sul-americano, e a partir de 2009 passou a incluir matérias sobre a produção ibérica, contando com colaboradores de diversos países. Em 2013 recebia cerca de 50 mil acessos por mês.

### Diversificação

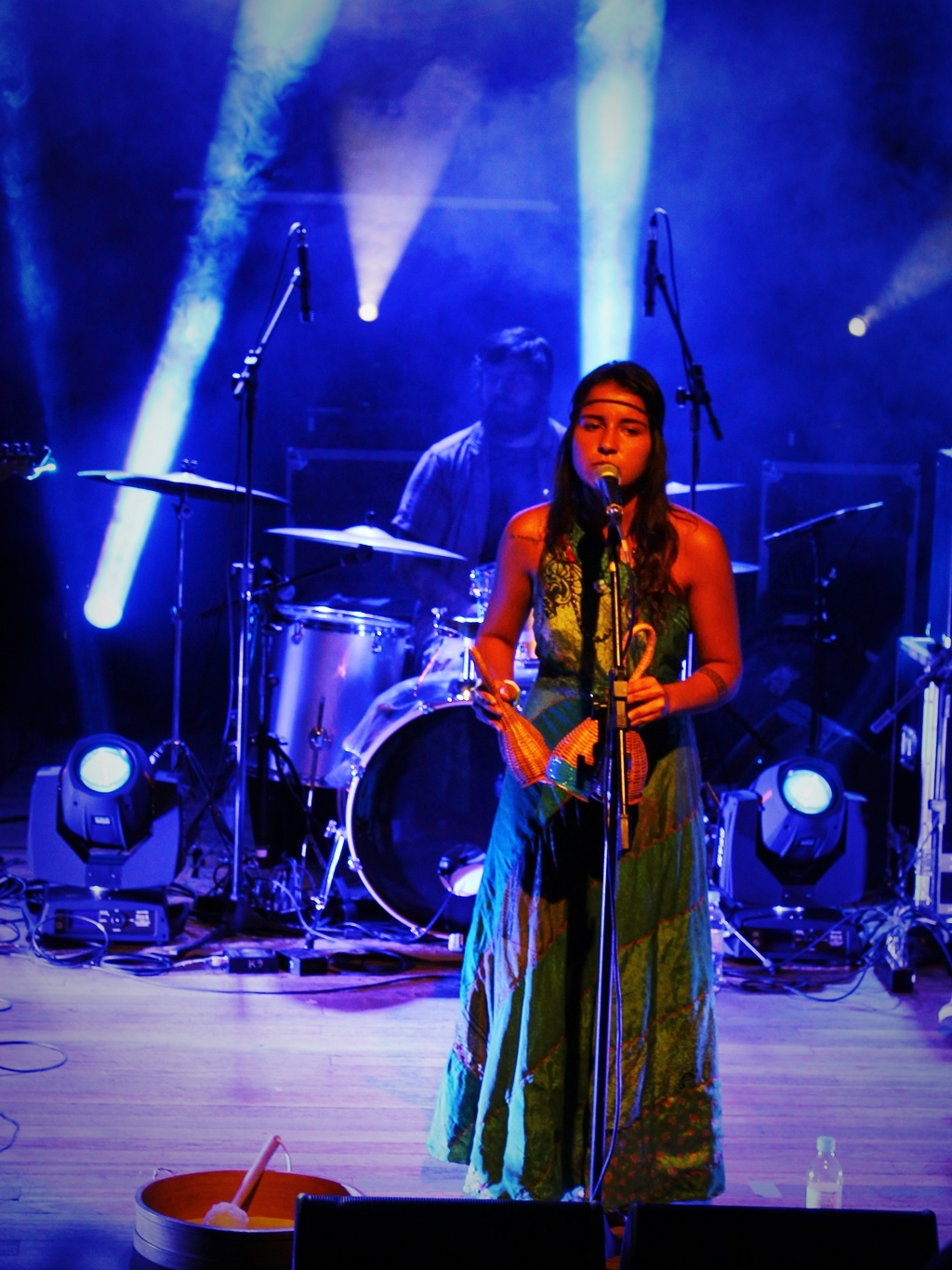
Show de Ana Muniz na Noite Senhor F de 2015

Em 2001 foi lançado o Senhor Festival e o programa de rádio Senhor F, saudado pela Folha de S.Paulo como "o mapa da mina para quem queira resgatar alguns dos muitos laços desatados do pop-rock nacional". Segundo Pedro Sanches, o programa trazia "um rosário de preciosidades perdidas do rock brasileiro". Ao mesmo tempo nascia o projeto Noite Senhor F, um festival iniciado em 2001 que teve sete edições em Brasília e três em Porto Alegre, buscando promover a cena independente e a formação de público. Na edição comemorativa dos dois anos de atividade em Porto Alegre, com um show no Bar Opinião em 2012, foi lançada uma coletânea com todas as bandas participantes do projeto. A partir dele surgiu o projeto Noite Senhor F - Conexão RS Independente, com edições em 2014 e 2015, e em 2022 foi reativado com a aprovação em 1º lugar no edital da Secretaria da Cultura do Rio Grande do Sul em parceria com a Petrobras, para realizar 12 eventos em diferentes cidades do estado, além de seminários voltados para a qualificação de produtores.
Em 2004 foi fundado o selo Senhor F Discos, que se tornou, segundo Paulino & Kafino, "reconhecido como um dos mais importantes do rock independente nacional atualmente", lançando artistas "que são destaque dentro do circuito independente nacional". Para Bernardo Saraiva Ferreira, o selo contribuiu para a diminuir a dependência dos grupos independentes em relação às grandes gravadoras, e auxiliava na sua divulgação conseguindo sua inclusão na maioria dos eventos promovidos pela Associação Brasileira de Festivais Independentes.
Em 2008 surgiu o festival El Mapa de Todos, buscando o intercâmbio entre artistas latino-americanos e ibéricos, incluindo no evento exibição de documentários latinos, exposição de discos independentes nacionais e latinos, debates sobre a integração e shows. De acordo com Karen Araújo, "o festival, assim como sua revista digital de origem, privilegia as bandas independentes e que dificilmente viriam ao Brasil de outro modo, atraindo um público que cresce a cada edição". Em 2015 estava em sua 6ª edição, sendo chamado por Luiz Paulo Teló como "uma das principais plataformas de integração da música brasileira e o universo cultural ibero-americano".
Vários outros projetos e parcerias foram organizados pela Senhor F, entre eles o projeto Senhor F nas Escolas, apresentando bandas em escolas públicas de Brasília, acompanhadas de palestras didáticas, que levou ao estabelecimento de uma parceria em 2006 com o Portal Clicabrasilia para o lançamento do CD Terceira Onda – O Novo Rock de Brasília; uma parceria com a revista Brazuca em 2008 para o lançamento na Bélgica e na França de uma coletânea intitulada Le Nouveau Rock Brésilien, com tiragem de 30 mil exemplares; o projeto Senhor F Sem Fronteira, um programa regular da Rádio da Câmara dos Deputados e da Rádio Unisinos, iniciado em 2009 e ativo até 2013, dedicado à música independente e com o objetivo de contribuir para a integração cultural ibero-americana.